# Amerikai ima
Az Amerikai ima Földes László bluesénekes hatodik nagylemeze.

## Számok
1. Vándor az úton – 9:24
2. Szeress kétszer – 4:43
3. Spanyol karaván – 6:00
4. Miss Maggie M'Gill – 5:40
5. Vad szerelmem – 7:27
6. A másik oldalra törjünk át – 6:19
7. Lobbants lángra – 6:29
8. Amerikai ima – 15:06
9. A vég – 12:05

## Közreműködők
- Döme Dezső – dob
- Földes László – ének
- Póka Egon – basszusgitár
- Tóth János Rudolf – gitár
- Závodi János – gitár